# Polski październik 1956

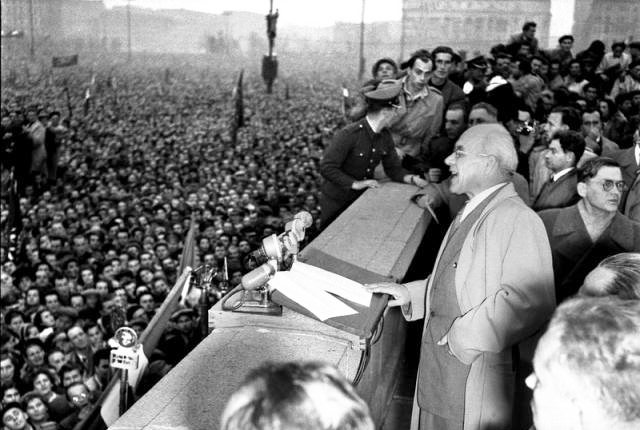
Władysław Gomułka przemawia na pl. Defilad w Warszawie, 24 października 1956

Polski październik 1956, in. odwilż gomułkowska, Październik ’56, odwilż październikowa, mała stabilizacja – zmiana polityki wewnętrznej Polskiej Zjednoczonej Partii Robotniczej, rządzącej monopartyjnie w Polskiej Rzeczypospolitej Ludowej, związana z oddolnymi ruchami społecznymi i wewnątrzpartyjnymi zmierzającymi do destalinizacji i demokratyzacji systemu komunistycznego, połączona z objęciem 21 października 1956 funkcji I sekretarza KC PZPR przez Władysława Gomułkę i częściową liberalizacją systemu sprawowania władzy przez PZPR. Jej efektem było m.in. uwolnienie z więzień i internowań części więźniów politycznych i duchowieństwa, w tym kard. Stefana Wyszyńskiego.

## Przyczyny
Polski październik był następstwem śmierci Stalina (marzec 1953) i związanych z tym zmian w ZSRR, ujawnieniem tajnego referatu Chruszczowa na temat stalinowskich zbrodni wygłoszonego 25 lutego 1956 na XX Zjeździe KPZR, śmierci Bolesława Bieruta (marzec 1956), wydarzeń poznańskich (czerwiec 1956), rozłamu w rządzącej partii PZPR i dojścia do władzy nowej ekipy rządowej pod przywództwem Władysława Gomułki.

## Przebieg
Od czasu wydarzeń poznańskich (28 czerwca 1956) utrzymywał się w Polsce stan napięcia. Władze partyjne, zdając sobie sprawę z napięć, do których doprowadziły stalinizm, kolektywizacja oraz gospodarka planowa, gorączkowo szukały wyjścia z pogarszającej się sytuacji. Kandydatem możliwym do zaakceptowania przez dwie zwalczające się frakcje partyjne (natolińczyków i puławian) był Władysław Gomułka, były I Sekretarz odsunięty od władzy i więziony za „odchylenie prawicowo-nacjonalistyczne”. 15 października 1956 r. Biuro Polityczne obradujące z Gomułką zdecydowało o rozpoczęciu 19 października VIII Plenum mającego wybrać nowe BP bez Konstantego Rokossowskiego – marszałka Polski i ZSRR.
W nocy z 18 na 19 października oddziały Północnej Grupy Wojsk Armii Radzieckiej, które opuściły swoje garnizony na Dolnym Śląsku i Pomorzu, rozpoczęły marsz w kierunku Warszawy. Kolumny piechoty zmotoryzowanej i czołgów Ludowego Wojska Polskiego z jednostek w Legionowie, Kazuniu i Modlinie, dowodzone przez oficerów radzieckich, rozwijające się w kierunku na Warszawę, wykonywały ściśle polecenia Rokossowskiego, który zamierzał wesprzeć oddziały Północnej Grupy Wojsk oddziałami polskimi. Ostatecznie jednostki polskie przerwały marsz po kilkunastu kilometrach. W tej sytuacji niedawny więzień polityczny, a teraz dowódca Korpusu Bezpieczeństwa Wewnętrznego gen. Wacław Komar oraz gen. Włodzimierz Muś, dowódca Korpusu Bezpieczeństwa Wewnętrznego, postawili jednostki KBW w stan pogotowia, zarządzili obsadzenie strategicznych obiektów i patrolowanie ulic. W zakładach pracy zaczęły powstawać grupy samoobrony, a KBW wydała im broń, by bronili stolicy przed siłami skierowanymi na stolicę przez gen. Zygmunta Huszczę.
W dniu planowanego rozpoczęcia plenum (19 października) rano przyleciała bez zaproszenia radziecka delegacja z Chruszczowem na czele. Prowadziła ona przez cały dzień rozmowy z polskim Biurem Politycznym i Gomułką. Gomułka wspomina:
„Mają do nas pretensje, że komisja Biura Politycznego zaproponowała skład Biura Politycznego bez kilku towarzyszy, którzy są wyrazem sojuszu polsko-radzieckiego, a mianowicie tow. Rokossowskiego, Nowaka, Mazura, Jóźwiaka. Tow. Chruszczow powiedział: „Ten numer wam się nie uda, jesteśmy gotowi do aktywnej interwencji”. Chruszczow skarżył się, że o sytuacji w Polsce dowiaduje się z Głosu Ameryki.
Ostatecznie zmiany zostały zaakceptowane przez delegację radziecką, w czym pomogło uzyskanie przez Sowietów informacji, że robotnicy warszawscy są mobilizowani przez warszawskiego sekretarza PZPR Stefana Staszewskiego, aby w razie potrzeby zademonstrować poparcie przyszłego składu Biura Politycznego. 21 października plenum zadecydowało o przywróceniu do władzy Gomułki i wybrano go na stanowisko I sekretarza KC PZPR. Wybór Gomułki oraz zapowiedzi reform zostały entuzjastycznie przyjęte przez wielu obywateli, czego świadectwem był liczny wiec 24 października na placu Defilad. Podczas przemówienia na wiecu Gomułka potępił wówczas stalinizm i zapowiedział reformy mające na celu demokratyzację ustroju. Bezpośrednio po tych wydarzeniach z Polski wyjechał marszałek Konstanty Rokossowski oraz wielu innych oficerów radzieckich, służących w Siłach Zbrojnych PRL.
Pełne teksty referatu Gomułki oraz przemówień wygłoszonych na VIII Plenum zostały opublikowane w 10 (88) numerze organu KC PZPR – miesięcznika „Nowe drogi”.
W dniach 16–18 listopada 1956 odbyły się w Moskwie rozmowy polsko-radzieckie. Na czele polskiej delegacji stał Władysław Gomułka. Umorzono zadłużenie Polski według stanu z 1 listopada, postanowiono o repatriacji 30 tysięcy Polaków z ZSRR oraz uzgodniono status wojsk radzieckich w Polsce.
Interesujące uwagi dotyczące ówczesnych wydarzeń można znaleźć w Dziennikach Marii Dąbrowskiej. Zanotowała tam pod datą 24 października 1956: "O stanowisku Chruszczowa i jego przyjęciu do wiadomości zmian w Polsce zdecydowały być może jakieś nie znane nam okoliczności, ale zdaje się, że nade wszystko zdecydowały Chiny (jakiś zarysowujący się konflikt z Rosją). Kto by pomyślał czy we śnie bodaj przyśnił, że takiego znajdziemy sojusznika w tym impasie historii!  Mimo woli myślę o moim opowiadaniu Chińczyk z Uśmiechu dzieciństwa." Przytoczone uwagi są zbieżne z informacjami opublikowanymi później (1983) przez Edwarda Ochaba w kwartalniku Z Pola Walki: "Chińczycy wówczas postawili sprawę tak, że należy dogadać się z Polakami, że Polacy nie stoją na gruncie antysocjalistycznym i jeśli nawet błądzą, to trzeba z nimi rozmawiać".
W tych samych dniach dużo silniejszy zryw miał miejsce również na Węgrzech. Tam Armia Radziecka początkowo wycofała się, ale już w dniach 4–10 listopada krwawo stłumiła powstanie węgierskie z użyciem broni pancernej.
Był to czas, w którym Polacy liczyli na liberalizację skostniałego systemu, zwiększenie wolności obyczajowej, a przede wszystkim na zaniechanie terroru ze strony władz. Gomułka był w stanie zrealizować tylko ostatni z tych postulatów. Po październiku 1956, rozpoczęła się w Polsce destalinizacja. Odwilż trwała krótko. Pierwszym sygnałem zmiany kursu politycznego była likwidacja w roku 1957 tygodnika „Po prostu”. W grudniu 1956, po kolejnych demonstracjach w Warszawie, Płocku, Olecku, Bydgoszczy i Szczecinie powołana została nowa formacja milicyjna do zwalczania zamieszek, czyli ZOMO. Nastąpił okres narastającej stagnacji, trwający aż do przejęcia władzy przez Edwarda Gierka w grudniu 1970 r.
Najbardziej znanym przywódcą środowisk robotniczych podczas Polskiego Października 1956 był Lechosław Goździk, występujący na wiecach w fabryce samochodów na Żeraniu, a następnie we wszystkich wiecach na Politechnice Warszawskiej.

## Postawa środowisk katolickich
VIII Plenum KC otworzyło możliwość aktywizacji grupy katolików niezależnych z „Tygodnika Powszechnego”, Katolickiego Uniwersytetu Lubelskiego oraz frondystów ze Stowarzyszenia „Pax”. Pisarze i działacze katoliccy wydali oświadczenie, popierające program nowego I sekretarza Polskiej Zjednoczonej Partii Robotniczej Władysława Gomułki. Odcięli się od antydemokratycznego kursu PAX-u i wyrazili gotowość współuczestniczenia w odnowie życia publicznego w Polsce. Podpisali je: Wacław Auleytner, Paweł Czartoryski, Antoni Gołubiew, Stefan Kisielewski, Zygmunt Kubiak, Zofia Lewinówna, Zbigniew Makarczyk, Hanna Malewska, Tadeusz Mazowiecki, Dominik Morawski, Maria Morstin-Górska, Władysław Seńko, Zygmunt Skórzyński, Zofia Starowieyska-Morstinowa, Stanisław Stomma, Stefan Swieżawski, Jerzy Turowicz, Stefan Wilkanowicz, Jacek Woźniakowski, Janusz Zabłocki, Zbigniew Zaborski, Jerzy Zawieyski. Internowany prymas Stefan Wyszyński został zwolniony 28 października 1956 roku i wezwał naród do wzięcia udziału w wyborach styczniowych 1957 roku. Prymas Stefan Wyszyński w zasadzie poparł ich program współuczestniczenia w rządzeniu. Na spotkaniu kierownictwa OKPIK z Gomułką 31 października uzgodniono przywrócenie „Tygodnika Powszechnego” pod dawną redakcją Turowicza, miesięcznika „Znak”, dopuszczenie pięcioosobowej reprezentacji sejmowej Klubu i powołanie Jerzego Zawieyskiego do Rady Państwa.
11 listopada 1956 roku w Stowarzyszeniu PAX nastąpił rozłam, opuściła je grupa secesjonistów pod przewodnictwem Konstantego Łubieńskiego, Jana Frankowskiego, Andrzeja Micewskiego i Wojciecha Kętrzyńskiego, która utworzyła tygodnik „Za i przeciw”.

## Skutki odwilży październikowej
- Stalinogród powrócił do dawnej nazwy Katowice.
- Usunięto nazwisko Stalina z oficjalnej nazwy Pałacu Kultury i Nauki w Warszawie.
- Zbudowano w Warszawie w 1957 roku pierwszy i do 1989 roku jeden z niewielu (w 1979 roku w Warszawie na placu Powstańców Warszawy postawiono Pomnik Powstańców Warszawy) w komunistycznej Polsce pomników ku czci Armii Krajowej i powstania warszawskiego oraz Ludowego Wojska Polskiego zwany pomnikiem Powstańców Czerniakowa i Żołnierzy 1 Armii Wojska Polskiego. Jeszcze kilka lat wcześniej Armia Krajowa była potępiana przez komunistyczne władze, zwana wrogiem, a wszelkie wzmianki o powstaniu warszawskim były cenzurowane. Pierwszy pomnik dotyczący ofiar powstania warszawskiego w Polsce wzniesiony w Słupsku w 1945 roku był jedynie symboliczny i ze względów cenzury pozbawiony takich słów jak „powstanie warszawskie” i „Armia Krajowa”.
- W 1957 roku w Warszawie zmieniono nazwę placu Wareckiego (przed wojną plac Napoleona) na plac Powstańców Warszawy.
- Zezwolono na wydawanie pierwszych książek o powstaniu warszawskim, jak na przykład Pamiętniki żołnierzy batalionu Zośka (1957 r.).
- Zwolniono z więzienia prymasa Stefana Wyszyńskiego i odnowiono umowę państwo-Kościół.
- Odbyły się procesy niektórych zbrodniarzy z Ministerstwa Bezpieczeństwa Publicznego (m.in. Anatola Fejgina, Józefa Różańskiego, Romana Romkowskiego).
- Zlikwidowano sklepy przeznaczone dla elity ubecko-partyjnej, tzw. sklepy za żółtymi firankami.
- Zniesiono zakaz posiadania przez obywateli platyny, złota i obcych walut.
- Ogłoszono zaprzestanie zagłuszania audycji radiostacji zachodnich w języku polskim.
- Reaktywowano Związek Harcerstwa Polskiego.
- Powołano Radę Ekonomiczną przy Radzie Ministrów.
- Wielu profesorów usuniętych w latach stalinowskich wróciło na uczelnie.
- Wycofano się z planów kolektywizacji rolnictwa.
- Sejm uchwalił ustawę o radach robotniczych.
- Zrehabilitowano ok. 1500 więźniów politycznych.
- Wypuszczono na wolność ok. 35 tysięcy niesłusznie osądzonych osób (w tym wielu weteranów Armii Krajowej).
- Do Polski wróciło ok. 29 tysięcy Polaków z ZSRR.
- Nastąpiły zmiany kadrowe w wojsku (pozbyto się 32 oficerów sowieckich).
- Wycofano się z planów budowy nowych kopalń w rejonie jastrzębskim i przerwano dalsze szkolenie inżynierów innych specjalności na Wydziale Górniczym Politechniki Śląskiej w Gliwicach i AGH-Kraków.
- Odstąpiono od zasad socrealizmu w malarstwie i muzyce.
- W kinematografii zezwolono na tworzenie dzieł pozbawionych propagandy komunistycznej, co pozwoliło m.in. na powstanie filmów czarnej serii polskiego dokumentu, jak i wyświetlanie w kinach filmów nie związanych z estetyką socrealizmu (polska szkoła filmowa).
- Przywrócono, na kilka lat, lekcje religii do szkół.